# Лаго (Тексас)
Лаго (енгл. Lago) насељено је место без административног статуса у америчкој савезној држави Тексас.

## Демографија
По попису из 2010. године број становника је 204, што је 42 (-17,1%) становника мање него 2000. године.
| Група             | 2000.       | 2010.        |
| Белци             | 1 (0,4%)    | 0 (0,0%)     |
| Афроамериканци    | 0 (0,0%)    | 0 (0,0%)     |
| Азијати           | 0 (0,0%)    | 0 (0,0%)     |
| Хиспаноамериканци | 245 (99,6%) | 204 (100,0%) |
| Укупно            | 246         | 204          |